# Reserva Nacional de Junín
Die Reserva Nacional de Junín ist ein nationales Schutzgebiet in Zentral-Peru in den Regionen Junín und Pasco. Es wurde am 7. August 1974 eingerichtet. Verwaltet wird es von der staatlichen Naturschutz-Agentur Servicio Nacional de Areas Naturales Protegidas por el Estado (SERNANP). Das Areal besitzt eine Fläche von 530 km². Es wird in der IUCN-Kategorie VI als ein Schutzgebiet geführt, dessen Management der nachhaltigen Nutzung natürlicher Ökosysteme und Lebensräume dient. Es dient insbesondere der Erhaltung des Sees Lago Junín (oder Lago Chinchaycocha) und die angrenzenden Feuchtgebiete und damit einem Ökosystem bedrohter Pflanzen- und Tierarten. Seit 1997 ist es zusätzlich als Ramsar-Gebiet ausgewiesen.

## Lage
Das Schutzgebiet befindet sich auf einer Höhe von etwa 4100 m in den Anden von Zentral-Peru. Es liegt in den Distrikten Carhuamayo, Ondores und Junín der Provinz Junín sowie in den Distrikten Ninacaca und Vicco der Provinz Pasco. Die Regionshauptstadt Cerro de Pasco befindet sich 40 km nordwestlich, die Regionshauptstadt Huancayo 150 km südöstlich.

## Ökologie
Zur Vogelwelt des Schutzgebietes gehören der Punataucher (Podiceps taczanowskii), die Juninralle (Laterallus jamaicensis tuerosi ), der Inkataucher (Podiceps occipitalis), der Rollandtaucher (Rollandia rolland), die Braunkopfente (Anas flavirostris), die Spitzschwanzente (Anas georgica), die Punaente (Spatula puna), die Schwarzkopf-Ruderente (Oxyura jamaicensis), die Andengans (Cloephaga melanoptera), das Andenblässhuhn (Fulica ardesiaca), die Teichralle (Gallinula chloropus), der Chileflamingo (Phoenicopterus chilensis), der Andenkiebitz (Vanellus resplendens) und die Andenmöwe (Chroicocephalus serranus) vor. In dem Gebiet kommen u. a. folgende Säugetiere vor: der Andenschakal (Lycalopex culpaeus), das Langschwanzwiesel (Mustela frenata), der Anden-Skunk (Conepatus chinga), die Peruanische Hasenmaus (Lagidium peruanum), der Colocolo (Leopardus colocolo) und das Tschudi-Meerschweinchen (Cavia tschudii). Zu den Reptilien im Schutzgebiet gehört der Juninfrosch (Batrachophrynus macrostomus). Zur Fischfauna des Lago Junín gehören verschiedene Andenkärpflinge (Orestias) sowie die Schmerlenwels-Art Trichomycterus oroyae vor.

## Bilder von im Schutzgebiet vorkommenden Tieren

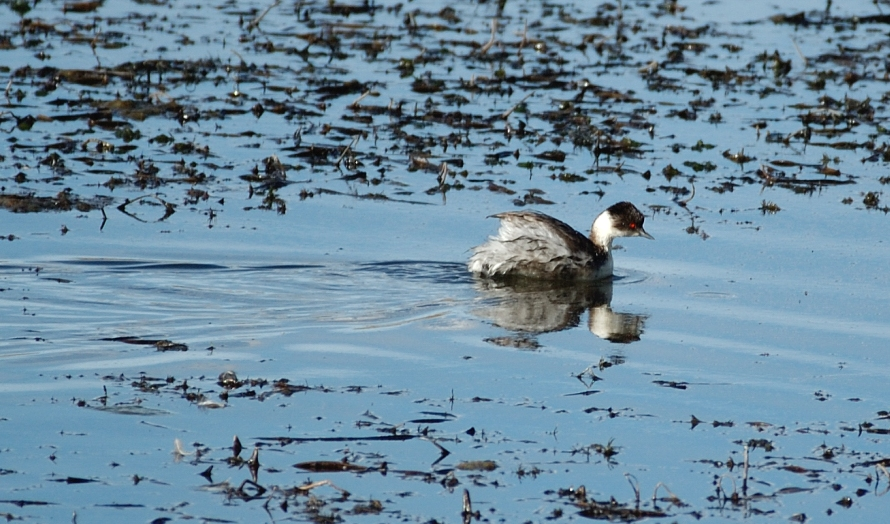
Inkataucher
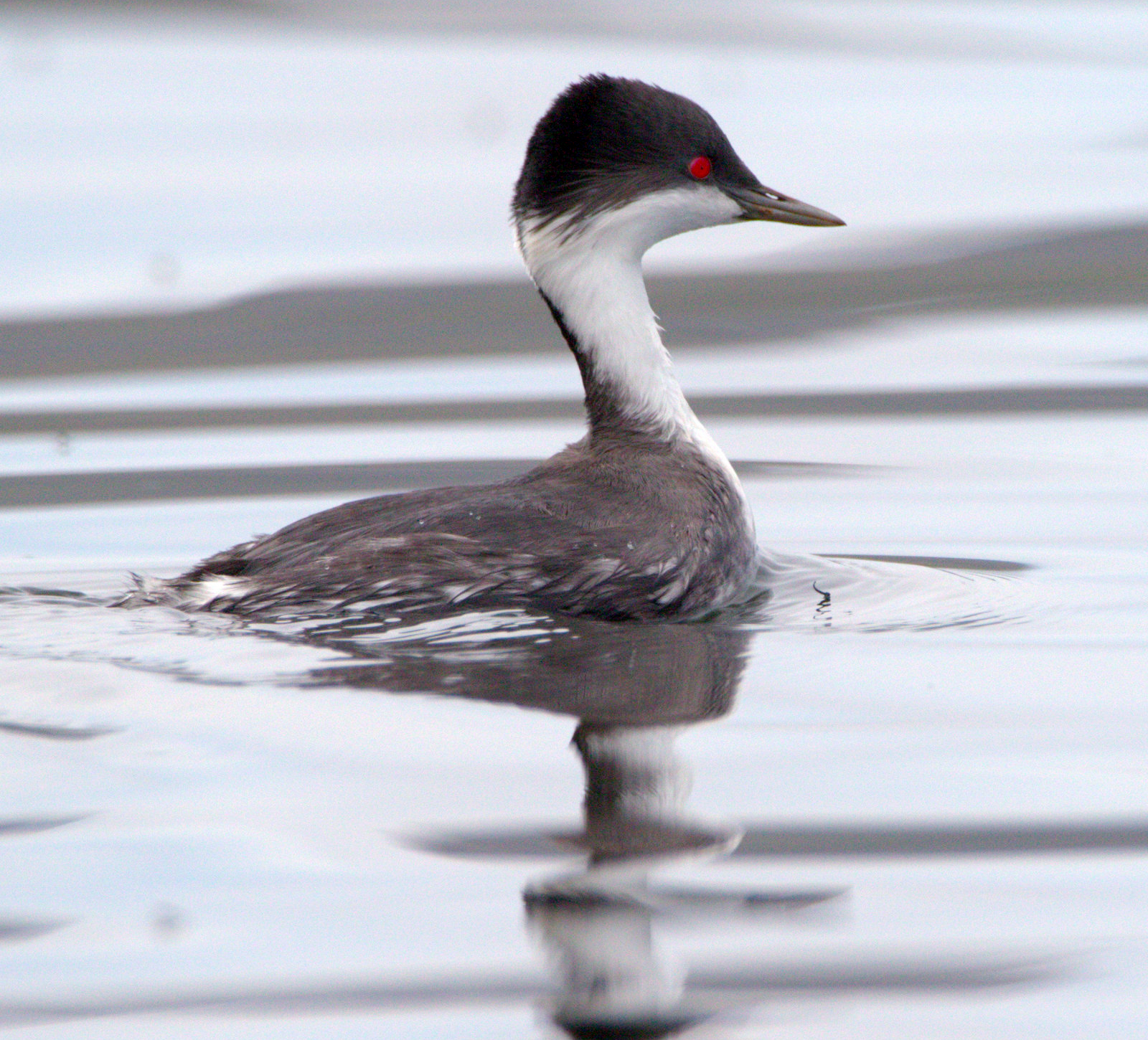
Punataucher
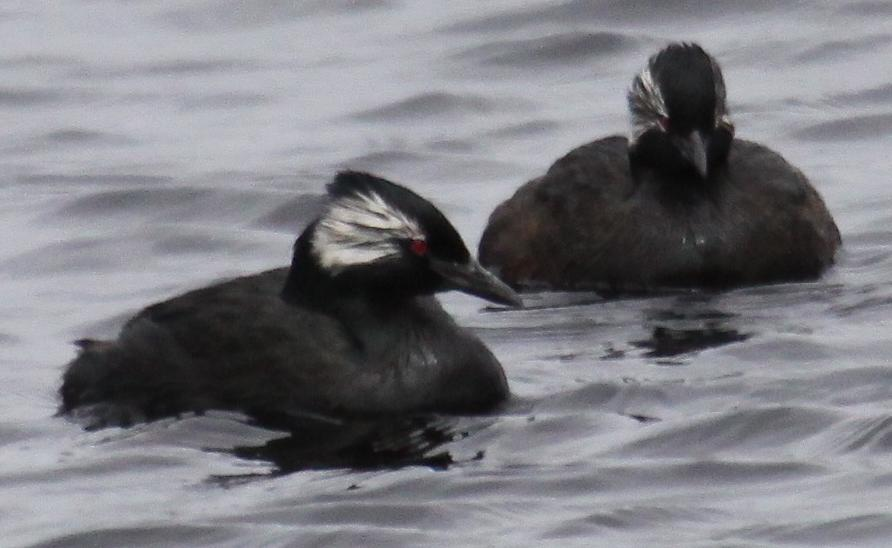
Rollandtaucher
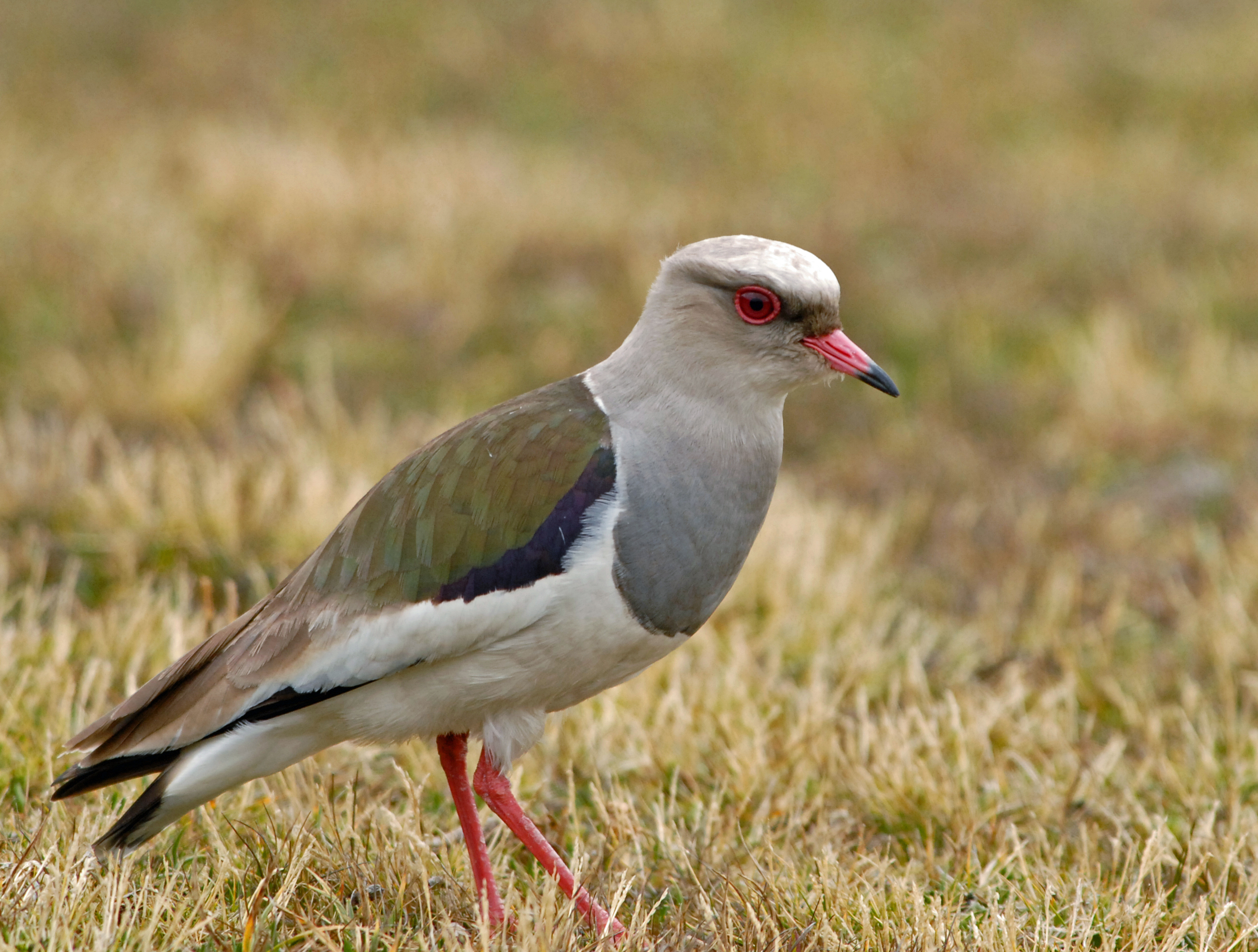
Andenkiebitz